# Hanvec
Hanvec (tiếng Breton: Hañveg) là một xã của tỉnh Finistère, thuộc vùng Bretagne, miền tây bắc Pháp.

## Dân số
Người dân ở Hanvec được gọi là Hanvécois.